# Mark Forster
Mark Forster, pseudonyme de Mark Cwiertnia, né le 11 janvier 1984 à Kaiserslautern, est un chanteur allemand d'origine polonaise.

## Biographie
Quand il s'installe à Berlin, il devient pianiste, chanteur et compositeur. Il écrit de la musique et des jingles pour des émissions de télévision comme Krömer – Die Internationale Show. Il accompagne au piano l'humoriste Kurt Krömer de 2007 à 2010 en jouant un pianiste polonais. En 2010, il signe avec Four Music. En janvier et février 2012, il fait la première partie de la tournée de Laith Al-Deen. Son premier album, Karton, sort en juillet 2012.
Dans le single Einer dieser Steine, publié en novembre 2013, du rappeur Sido, il chante le refrain. Le titre atteint les dix meilleures ventes en Allemagne et en Suisse. En 2014, en retour, le rappeur chante celui de la chanson Au revoir, le premier single du deuxième album de Mark Forster, Bauch und Kopf. Au cours de la Coupe du monde de football de 2014, dans l'émission spéciale de 1 Live, il interprète une parodie Au revoir, Au revoir, USA puis, à l'occasion de la finale, Au revoir, Maracana.

## Discographie

### Albums
- 2012 : Karton
- 2014 : Bauch und Kopf
- 2016 : Tape
- 2018 : Liebe
- 2021 : Muskeltiere
- 2023 : Supervision

### Singles
- 2012 : Auf dem Weg
- 2012 : Zu dir (weit weg)
- 2013 : Ich und du (Anna Depenbusch ]p & Mark Forster)
- 2013 : Einer dieser Steine (Sido avec Mark Forster)
- 2014 : Au revoir (Lied)|Au revoir (avec Sido)
- 2014 : Flash mich
- 2015 : Bauch und Kopf
- 2016 : Wir sind Groß
- 2016 : Chöre
- 2017 : Sowieso
- 2017 : Kokong
- 2019 : 194 Länder
- 2020 : Übermorgen
- 2020 : Bist du Okay (avec VIZE)
- 2021 : Drei Uhr Nachts (avec LEA)